# Wohnsiedlung Glatt II
Die Wohnsiedlung Glatt II ist eine kommunale Wohnsiedlung der Stadt Zürich im Saatlenquartier von Schwamendingen. Sie wurde Anfang der 1970er-Jahre als Ergänzung zur Wohnsiedlung Glatt I nach Plänen von René Naef gebaut.

## Lage
Glatt II liegt im nördlichen Teil des Saatlenquartiers an der Opfikonstrasse gegenüber von Glatt I. Neben der Siedlung liegt die Schule Auzelg II. Die nächste Tramhaltestelle ist «Auzelg».

## Geschichte
Mit der Siedlung Glatt I wurde 1970 für die Mitarbeiter der Städtischen Werke Wohnraum in peripherer Lage der Stadt in der Nähe der Arbeitsplätze im Kehrichtheizkraftwerk Hagenholz geschaffen. Die ergänzende Siedlung Glatt II war 1972 bezugsbereit. Das Grundstück der Siedlung konnte durch Landabtausch im Rahmen eines Quertierplanverfahrens gewonnen werden.

## Architektur
Glatt II besteht aus einem einzigen dreigeschossigen Doppel-Mehrfamilienhaus mit den Hausnummern Opfikonstrasse 147 und 149. Auf jedem Geschoss sind eine 2 ½-Zimmer- und eine 3 ½-Zimmer-Wohnung untergebracht, womit das Doppelhaus 12 Wohnungen bietet.